# Silver Street 48–52

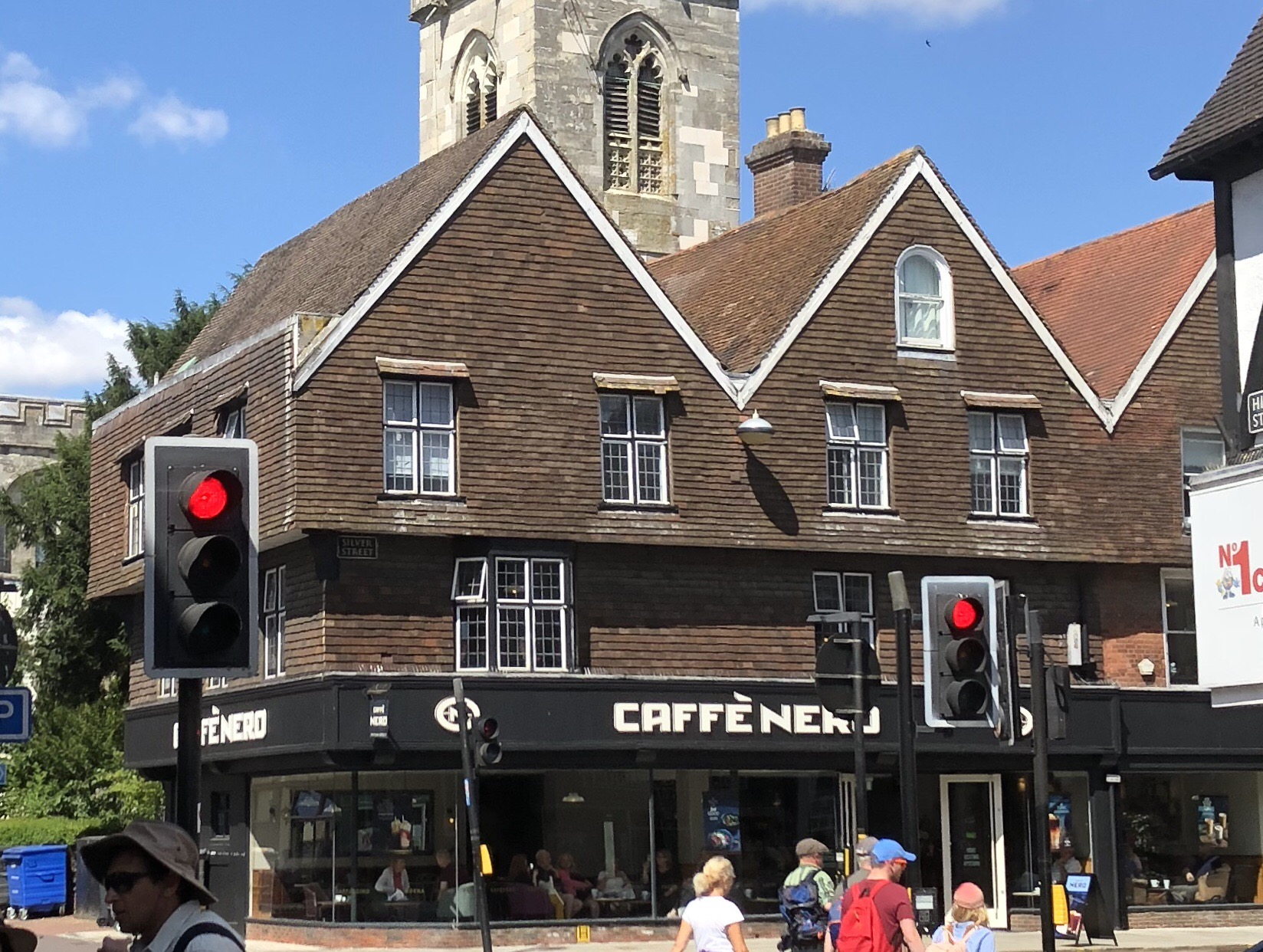
Silver Street 48–52 im Jahr 2019

Das Gebäude Silver Street 48–52 ist ein denkmalgeschütztes Haus in Salisbury in England.

## Lage
Es befindet sich im Ortszentrum von Salisbury auf der Nordseite der Silver Street an deren westlichen Ende. Unmittelbar westlich des Hauses mündet der St Thomas Square ein. Nördlich des Hauses steht die Kirche St. Thomas.

## Architektur und Geschichte
Der dreigeschossige Bau entstand von 1471 bis 1473 überwiegend in Fachwerkbauweise. Teile sind auch in massiver Form errichtet. Das Gebäude entstand an der Stelle von drei Vorgängerbauten, die dem Kapitel der Kathedrale von Salisbury gehörten und 1455 von drei Pfarrern bewohnt wurden. 1471 waren die Häuser baufällig. Die Kanoniker John Cranborn und John Stokes errichteten bis 1473 für 160 Pfund das heutige Gebäude. Für 1649 ist überliefert, dass alle drei Gebäudeteile über Geschäfte verfügten, die nach Süden zur Silver Street ausgerichtet waren. Haus 48 und Teile der Nummer 50 wurden vom Strumpfwarenhändler Walter Comb genutzt. Den restliche Teil der Nummer 50 belegte der Notar Henry Whitmarsh, während im Haus 52 der Lebensmittelhändler Henry Steward ansässig war.
Zur Straße hin wird das Gebäude von drei Giebeln dominiert. Die Fassade ist mit Schindeln verkleidet. Das zweite Obergeschoss kragt deutlich über die unteren Geschosse vor. Durch den östlichen Teil des Gebäudes führt im Erdgeschoss ein Durchgang von der Silver Street zur St. Thomas-Kirche. Er wird von im 18. Jahrhundert hinzugefügten Torbögen überspannt. Auf der Südseite ist der Durchgang mit der Inschrift St. Thomas Church überschrieben.
Das Gebäude ist seit dem 28. Februar 1952 als Denkmal gelistet und wird als besonders bedeutendes Bauwerk von allgemeinem Interesse in der Kategorie Grad II* der englischen Denkmalliste geführt.